# Варух
Варух (хебр. ברוך грч. Βαρουχ) је старозаветни пророк, један од синова Нерије, из племена Јудина. Био је пријатељ пророка Јеремије и аутор Књиге пророка Варуха једне од књига Старог завета.
Током опсаде Јерусалима био је писар код Јеремије, и када је овај био у затвору, писао је своја пророчанства о будућности инвазије Вавилонаца и ропства Јевреја (XXXVI, 4, 18).
Прорекао је и повратак Јевреја из Вавилонског ропства, пропаст Вавилона и долазак Сина Божјег на земљу. Убијен је од стране Јевреја у Мисиру као и пророк Јеремија, у 7. веку п. н. е.